# Вилланова-Биеллезе
Вилланова-Биеллезе (итал. Villanova Biellese) — коммуна в Италии, располагается в регионе Пьемонт, в провинции Биелла.
Население составляет 195 человек (2008 г.), плотность населения составляет 28 чел./км². Занимает площадь 7 км². Почтовый индекс — 13030. Телефонный код — 0161.
Покровителем коммуны почитается святой апостол Варнава, празднование 11 июня.

## Демография
Динамика населения:

## Администрация коммуны
- Официальный сайт: